# Талколь
Талколь (каз. Талкөл) — озеро в Костанайском районе Костанайской области Казахстана. Находится в 4 км к северо-востоку от села Ломоносовка.
По данным топографической съёмки 1944 года, площадь поверхности озера составляет 1,62 км². Наибольшая длина озера — 2,5 км, наибольшая ширина — 0,9 км. Длина береговой линии составляет 6,1 км, развитие береговой линии — 1,34. Озеро расположено на высоте 194,9 м над уровнем моря.